# В
Ne pas confondre avec la lettre latine B ‹ B, b ›, la lettre grecque bêta ‹ Β, β ›, la lettre copte vita ‹ Ⲃ, ⲃ ›, la lettre gotique baírkan ‹ 𐌱 ›, la syllabe cherokee yën ‹ Ᏼ › ou la syllabe canadienne khe porteur ‹ ᗷ › .
Pour les articles homonymes, voir B.
Cette page contient des caractères spéciaux ou non latins. S’ils s’affichent mal (▯, ?, etc.), consultez la page d’aide Unicode.

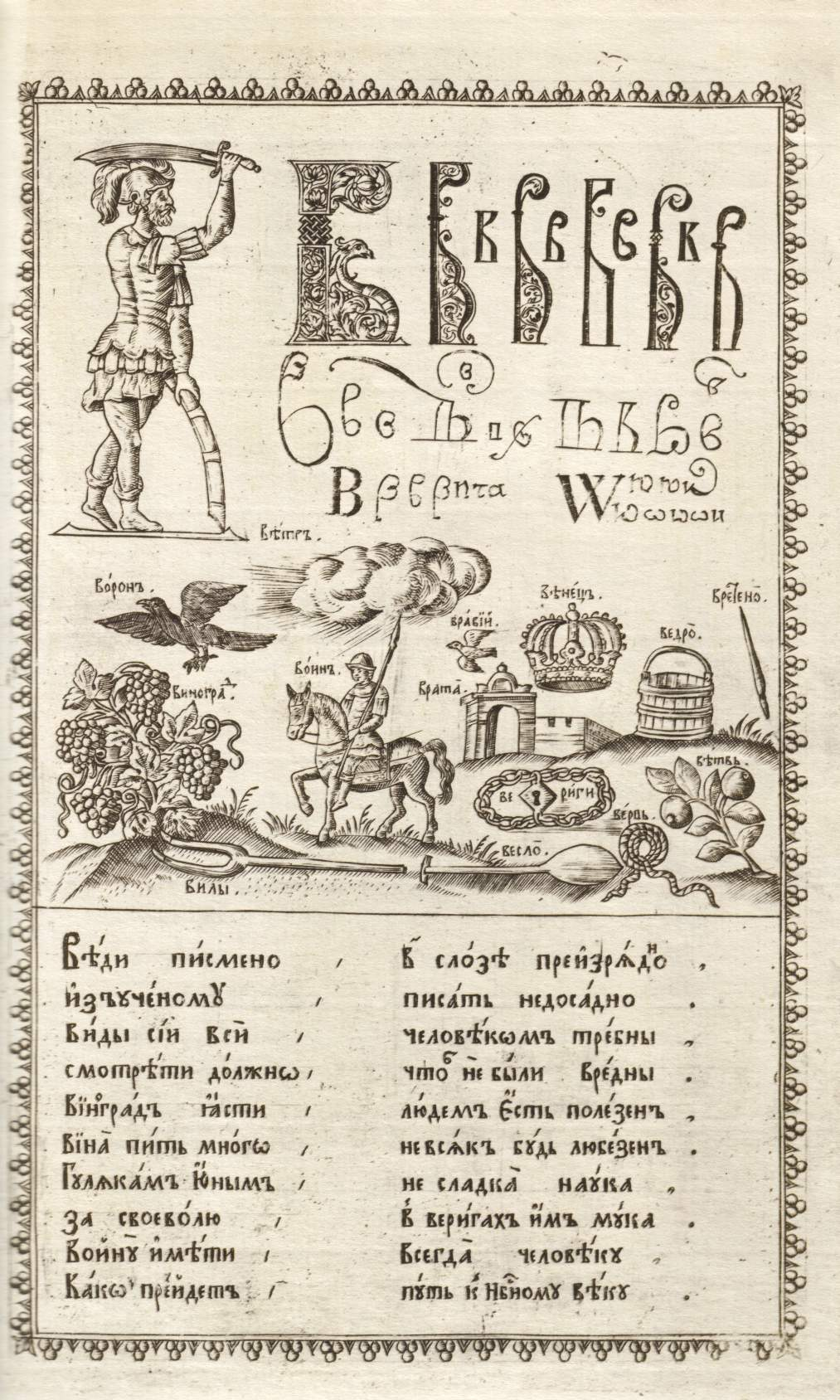
Les formes du vé dans l’Alphabet de Karion Istomin de 1694.

Vé (capitale : В, minuscule : в ou, pour le vé rond, ᲀ) ou ve (prononcé de la même manière) est la troisième lettre de l'alphabet cyrillique.

## Linguistique
Le vé est utilisé pour représenter le son d'une consonne fricative labio-dentale voisée (transcrite par /v/ en API).
En russe, « в » peut être prononcée /f/ à la fin d'un mot ou palatalisée en /vʲ/ devant certaines voyelles. En biélorusse et ukrainien, « в » peut tendre vers /w/. En ukrainien, la distinction entre « у » et « в » n'est pas toujours rigide ; on peut parfois trouver Вкраїна (Vkraïna) au lieu de Україна (Oukraïna).

## Histoire
La lettre vé dérive directement de la lettre grecque bêta, d'une manière similaire aux origines de la lettre b de l'alphabet latin bien que cette graphie représente des phonèmes différents dans les deux alphabets. Dans les premiers temps de l'alphabet cyrillique, elle s'appelait vedi.
Il ne faut pas la confondre avec la lettre bé ‹ Б, б › qui est prononcée /b/. Les deux lettres partagent la même origine graphique.

## Représentation informatique
- Unicode :
  - Capitale В : U+0412
  - Minuscule в : U+0432
- ISO/CEI 8859-5 :
  - Capitale В : B2
  - Minuscule в : D2
- KOI8-R :
  - Capitale В : E3
  - Minuscule в : C3
- Windows-1251 :
  - Capitale В : C2
  - Minuscule в : E2